# Рай где-то рядом
«Рай где́-то ря́дом» (англ. Can't wait to Get to Heaven) — роман писательницы Фэнни Флэгг. Впервые опубликованный издательством Random House в США в 2006 году.

## Сюжет
Действие романа происходит в вымышленном городке Элмвуд-Спрингс, штат Миссури. Элнер Шимфизл, восьмидесятидевятилетняя старушка, падает с дерева, попадает в больницу и умирает. Это большое горе для несчастной племянницы Элнер Нормы, её мужа Мэкки, друзей и соседей. Для самой миссис Шимфизл это лишь очередное приключение — она попадает в Рай. На пороге её встречает давно усопшая сестра Ида и провожает на встречу с самим Господом Богом, который для Элнер предстаёт в виде добрых соседей Дороти и Реймонда. Чтобы порадовать вновь прибывшую боги устраивают миссис Шимфизл встречу с кумиром всей её жизни — Томасом Эдиссоном. Элнер безмерно счастлива от того, что все сложилось столь удачно. Чего не скажешь о её родных и близких. Каждый из них переживает по своему: подруги и соседи устраивают уборку в её доме, племянница пытается организовать похороны, журналистка местной газеты Кэти пишет некролог — все заняты печальными хлопотами. Но никто не догадывается, что у богов на Элнер другие планы и переезжать в рай ей ещё рано. Роман завершается серией рецептов различных блюд, которые соседи Элнер приготовили для её похорон.

## Действующие лица
- Элнер Шимфизл
- Норма Уоррен — племянница Элнер
- Мэкки Уоррен — муж Нормы
- Тотт Вутен — соседка Элнер, личный парикмахер Нормы
- Руби Робинсон — соседка Элнер, бывшая старшая медсестра
- Вербена Уилер — соседка Элнер
- Мерл Уилер — муж Вербены, сосед Элнер
- Кэти Колверт — журналистка
- Лютер Григз — друг Элнер
- Линда Уоррен — дочь Норма и Мэкки
- Ирен Гуднайт — соседка Элнер
- Ида Дженкинс — сестра Элнер, мать Нормы
- Эрнест Кунитц — дирижёр школьного ансамбля
- Нева и Арвис — владельцы похоронного бюро
- Дороти Смит — бывшая соседка Элнер, в чьём образе предстал перед Элнер Бог
- Реймонд Смит — муж Дороти, фармацевт, в чьём образе предстал перед Элнер Бог
- Дэна Нордстрем-О’Мэлли — двоюродная племянница Нормы и внучатая племянница Элнер
- Луиза Фрэнкс — соседка Элнер
- Бутс Кэрролл — медсестра
- Уилл Шимфизл — муж Элнер
- Франклин Пикстон — глава больницы Каравэй
- Уинстон Спраг — адвокат
- Гас Шиммер — адвокат
- Брайан Лан — врач

## Связь с другими книгами автора
О городке Элмвуд-Спринг рассказывается ещё в нескольких романах Фэнни Флэгг. Например, в романе «Добро пожаловать в мир, Малышка» (англ. Welcome to the World, Baby Girl, 1998) рассказывается история внучатой племянницы Элнер Дэны Нордстрем, действующими лицами так же являются и Элнер, и Уоррены и соседка Дороти Смит. Дирижёр школьного ансамбля Эрнест Кунитц, встретившийся Элнер в Раю, является персонажем романа «Стоя под радугой» (англ. Standing in the Rainbow, 2002), а Тотт Вуттен и Ида Джеккинс — романа «О чем весь город говорит» (англ. The Whole Town's Talking, 2016).

## Критика
Роман был хорошо принят в Штатах, критики высоко оценили простодушные манеры героев и описание размеренной жизни маленького городка на юге Америки. В России роман несколько раз переиздавался. Читатели стабильно ставят ему высокие оценки на различных книжных форумах и специализированных сайтах.